# Кеитаи
Кеитаи (јап. 継体天皇, владао 507-531. године), по јапанској традицији, 26. јапански цар. У стварности, био је владар краљевине Јамато почетком 6. века.

## Владавина
Пошто је неспособни и озлоглашени краљ Бурецу умро 507. без наследника, великаши краљевине Јамато изабрали су за новог цара Кеитаи-ја, далеког рођака царске династије у петом колену. Кеитаи-јева владавина сматра се почетком опадања војне моћи краљевине Јамато, која је водила агресивну спољну политику током периода експанзије у Кореји у 5. веку, где је од 366. постојала јапанска колонија у области Мимана (Каја на јапанском). Јачање краљевине Сила у југоисточној Кореји почетком 6. века угрозило је и јапанске поседе и југозападну краљевину Пекче, традиционалног савезника краљевине Јамато. Године 512. Кеитаи је предао 4 округа јапанске колоније Мимана краљевини Пекче, а следеће године још један округ, у покушају да ојача Пекче и тако заустави ширење Силе. Међутим, Сила је наставила да се шири на југ и запад, и 527. Кеитаи је одлучио да пошаље 60.000 ратника у Кореју како би повратио изгубљене поседе. Међутим, ова војска се задржала на Кјушуу због гушења побуне локалних племена (Иваијев устанак) и стигла је у Миману тек две године касније. Јапански заповедник (Кену но Оми) позвао је краљеве Пекчеа и Силе на преговоре, али они су остали без резултата, и војска Силе несметано је опљачкала неколико села у Мимани. Пошто је јапанска војска била немоћна да их заштити, краљ Мимане затражио је 1529. од краља Јаматоа да повуче своје трупе, а Кену но Оми умро је приликом повлачења. Кеитаи је умро 531, а неколико месеци касније краљевина Сила заузела је краљевство Мимана. Његова владавина била је крај славног петог века краљевине Јамато.